# Château d'Ardtornish
Le château d'Ardtornish se trouve dans la péninsule de Morvern, sur la côte ouest de l'Écosse. Il se dresse sur un promontoire surplombant la mer, qui s'étend dans le sud vers le Sound of Mull, environ deux kilomètres au sud-est du village de Lochaline, dans la zone administrative de Highland. Le château fut l'un des principaux sièges des chefs du Clan Donald du début du XIVe siècle à la fin du 15e.

## Histoire
En 1380, John d'Islay, Seigneur des Îles et 6e chef du Clan MacDonald, décéda au château et de là partit la procession qui navigua à travers le Sound of Mull vers l'ile d'Iona. Son fils et successeur, Donald d'Islay, a octroyé des chartes à Ardtornish, dont au moins deux nous sont parvenues, l'une en latin et l'autre en gaélique. D'après la légende, sa flotte partit du château d'Ardtornish pour transporter les vassaux des îles vers la côte ouest du Comté de Ross d'où l'invasion fut lancée pour appuyer les revendications de Donald sur le Comté ; cela conduisit à la Bataille de Harlaw en 1411. 
Le petit-fils de Donald, John d'Islay, quatrième et dernier Seigneur des Îles, rencontra au château les envoyés du roi d'Angleterre Édouard IV en 1461, pour négocier le traité de Westminster-Ardtornish. D'après le traité, en retour de leur allégeance au roi d'Angleterre, le royaume d'Écosse serait partagé en trois parties entre John, un de ses parents Donald Balloch de Dunnyvag avec les Glen, et James Douglas, 9th Earl de Douglas. La révélation de ce traité par le gouvernement anglais au gouvernement d'Écosse en 1474 entraîna la perte du Comté de Ross l'année suivante, et l'abandon du titre de Seigneur des Îles par John en 1493. Les terres d'Ardtornish restèrent pendant un certain temps entre les mains de la couronne jusqu'à revenir au Clan Maclean du Château de Duart qui avait déjà acquis de grandes étendues dans le Morvern.
Le château fut probablement abandonné vers la fin du XVIIe siècle, lorsque les possessions dans le Morvern des Maclean furent prises par le Clan Campbell.

### Source
- (en) Cet article est partiellement ou en totalité issu de l’article de Wikipédia en anglais intitulé « Ardtornish Castle » (voir la liste des auteurs).